# Luigi Ricci-Stolz
Pour les articles homonymes, voir Ricci.
Luigi Ricci-Stolz (né Luigi Ricci à Trieste, en 1852 - Milan, 10 février 1906) est un compositeur italien.

## Biographie
Luigi Ricci, appelé familièrement Luigino pour le distinguer de son père qui était plus célèbre, est le fils du compositeur napolitain Luigi Ricci et de son amante, la cantatrice d'opéra tchèque Francesca Stolz (1826-1900), sœur de la fameuse soprano Teresa Stolz, l'une des cantatrices favorites de Giuseppe Verdi. Sa demi-sœur est la cantatrice d'opéra Lella Ricci, née du mariage de son père avec la sœur jumelle de Francesca, Ludmilla.
Issu d'une famille de musiciens très liés avec l'opéra, Luigi a appris les premiers rudiments auprès de son oncle Federico Ricci, également compositeur, après le décès de son  père alors que Luigino avait à peine sept ans. En 1902, après la mort de sa riche tante, il en a hérité ses biens et a ajouté à son nom celui de Stolz en l'honneur de cette famille de cantatrices d'opéra à laquelle appartenait sa mère. Lella, sa sœur, est morte âgée seulement de 21 ans, en raison d'un avortement volontaire pour une grossesse qui menaçait de nuire à sa carrière et Luigino s'est retrouvé seul héritier d'une riche famille d'artistes qui, grâce aux opéras de Verdi, avait atteint une grande renommée à la fin du XIXe siècle.
Luigi Ricci jouait du piano et de l'orgue. Il a composé beaucoup de musique sacrée, des chansons et des quatuors à cordes, et il a publié un certain nombre d'opéras.
Il est mort à Milan en 1906 à l'âge de 54 ans, retiré à la Casa di riposo per musicisti créée par Giuseppe Verdi.

## Opéras
- Frosina – Gênes, 1870
- Cola di Rienzo – Venise, 1880
- Un curioso accidente – Venise, 1880
- Donna Ines – Plaisance, 1885
- La coda del diavolo – Turin, 1885
- Don Chisciotte (d'après Don Quichotte de Miguel de Cervantes) – Venise, 1887
- Il frutto proibito – Barcelone, 1888
- Rome intangibile (livret de G. A. Costanzo) - Rome, après 1888

## Source
- (it) Cet article est partiellement ou en totalité issu de l’article de Wikipédia en italien intitulé « Luigi Ricci-Stolz » (voir la liste des auteurs).